# نور الدين الري
نور الدين الري (من مواليد 3 مارس 1970) هو دبلوماسي وسياسي تونسي. تولّى منصب وزير الشؤون الخارجية في حكومة إلياس الفخفاخ بين فبراير 2020 ويوليو 2020، قبل أن يُقال من منصبه بقرار من رئيس الجمهورية قيس سعيد.

## التعليم
- تحصّل على الأستاذية في العلوم القانونية من كلية العلوم القانونية والسياسية والاجتماعية بتونس سنة 1995[3].
- تحصّل على ماجيستر في العلوم السياسية من المدرسة الوطنية للإدارة بفرنسا سنة 2001[4].

## المسار المهني
التحق نور الدين الري بالسلك الدبلوماسي بوزارة الشؤون الخارجية التونسية سنة 1996، حيث عمل مستشارًا للسفارة التونسية في صربيا سنة 2003 و بعدها بأربعة سنوات في بلغراد، قبل أن يعود للعمل في تونس إلى حدود سنة 2010، ليتم تعيينه آنذاك نائباً لرئيس البعثة التونسية في المغرب. 
تولى الري سنة 2013 منصب سفير تونس في الكويت، قبل أن يتم تعيينه سنة 2018 سفيرا فوق العادة ومفوضا للبعثة التونسية في سلطنة عمان.
تولى منصب وزير الشؤون الخارجية في حكومة إلياس الفخفاخ سنة 2020. أُعفي من منصبه في يوليو 2020 وخلتفه سلمى النيفر(FR) بالنيابة.
في 24 مارس 2021، عُين وزيرًا مفوضًا ومكلفًا بمأمورية في مكتب وزير الشؤون الخارجية.

## الحياة الشخصية
متزوج وله ابنان.